# Trash (pel·lícula de 1970)
Trash és una pel·lícula dramàtica estatunidenca del 1970 dirigida i escrita per Paul Morrissey i protagonitzada per Joe Dallesandro, Holly Woodlawn i Jane Endavant. Dallesandro havia protagonitzat diverses pel·lícules d'Andy Warhol/Paul Morrissey com ara The Loves of Ondine, Lonesome Cowboys, San Diego Surf i Flesh.
Woodlawn va fer el seu debut a la pantalla en aquesta pel·lícula; El director George Cukor va instigar una campanya d'escriptura per nominar-la a un Premi Oscar, però això no es va materialitzar. Jane Forth, una model de 17 anys, també fa el seu debut en aquesta pel·lícula. Poc després apareixeria a la portada de la revista Look. La pel·lícula també compta amb altres superestrelles de Warhol com ara Andrea Feldman i Geri Miller. La pel·lícula presenta escenes gràfiques de consum de drogues per via intravenosa, sexe i nuesa frontal.

## Argument
Joe Smith, un addicte a l'heroïna, està en una recerca per aconseguir més drogues. Joe té una relació problemàtica amb la seva xicota sexualment frustrada, Holly Sandiago.
Durant el dia, Joe fa una sobredosi davant d'una parella de classe alta, intenta enganyar el benestar social perquè aprovi el seu tractament amb metadona fent que Holly fingeixi un embaràs, i frustra les dones de la seva vida amb la seva impotència induïda per les drogues.

## Repartiment
- Joe Dallesandro com a Joe
- Holly Woodlawn com a Holly
- Jane Forth com a Jane
- Michael Sklar com a investigador de benestar
- Geri Miller com a ballarina Go-Go
- Andrea Feldman com a noia rica
- Johnny Putnam com noi de Yonkers
- Bruce Pecheur com el marit de Jane
- Diane Podlewski com la germana de Holly
- Sissy Spacek com "una noia asseguda al bar" (sense acreditar, però editat fora de la pel·lícula final)

## Recepció
Roger Ebert del Chicago Sun-Times va donar a la pel·lícula dues estrelles i mitja sobre quatre i va escriure que era "conscient de la seva pròpia absurditat... L'humor "Trash" passa directament per la pornografia i emergeix a l'altre costat." Vincent Canby de The New York Times va anomenar la pel·lícula "realització de pel·lícules blaves, gairebé èpica, divertida i vívida, encara que una mica podrida en el fons", i va concloure: Plantilla:"'Trash" és viva, però com la gent que hi ha, es parodia contínuament i, per tant, representa una mena de carreró sense sortida en el cinema." Variety va escriure que la pel·lícula era "la més comprensible, menys molesta i possiblement la més comercial d'una llarga sèrie de funcions quasi porno de 'Chelsea Girls' a 'Lonesome Cowboys.' Gene Siskel del Chicago Tribune va donar a la pel·lícula tres estrelles de quatre i va escriure: "El món de Warhol-Morrissey és estrany, però en molts aspectes, especialment si es pren en dosis poc freqüents, és molt món més real que la fórmula de drama o comèdia de Hollywood. Els actors estan sòlidament en contacte amb la seva bogeria i poden improvisar amb enginy." Kevin Kelly de The Boston Globe va criticar la pel·lícula com "un excés inútil d'un rang d'aficionat sota consideració". Kevin Thomas de Los Angeles Times va escriure, "El que va fer Morrissey a la seva primera pel·lícula 'Flesh' i ara en aquest nou treball de vegades tan divertit i de vegades desesperadament trist és recórrer a l'escena llunyana de les superestrelles de Warhol i utilitzar les mateixes configuracions bàsiques de diàlegs extensos entre dos o tres persones." Stanley Kauffmann de The New Republic va escriure: "Trash és repugnant, no pel que hi ha a la pantalla sinó pel que hi ha a la ment de les persones que l'han fet".
Rotten Tomatoes atorga a la pel·lícula una valoració del 80% a partir de 35 crítiques amb el consens: "Endinsant-se en la vida dels marginats de la societat amb la intenció de sorprendre, aquesta exportació de The Factory de Warhol farà pudor d'escombraries per a alguns, però és un tresor per al públic que té gust per l'outré fare."